# Marcio Valverde
Marcio André Valverde Zamora  (Bellavista, Provincia constitucional del Callao, Perú, 23 de octubre de 1987) es un futbolista peruano. Juega como centrocampista y su equipo actual es Comerciantes FC de la Liga 2 de Perú. Tiene 37 años.

## Trayectoria
Debutó en el 2008 con Alianza Atlético de Sullana club donde fue una de las figuras consiguiendo así la clasificación a la Copa Sudamericana 2009 donde incluso le anotó 2 goles al Fluminense. En el Campeonato Descentralizado 2009 fue elegido como uno de los mejores marcadores derechos del torneo. A inicios del 2018 firma por Sport Huancayo para afrontar la Copa Sudamericana 2018 y el Campeonato Descentralizado 2018, perdiendo la final del Torneo de Verano 2018. En la Copa Sudamericana, venció en primera ronda a Unión Española de Santiago.

## Selección nacional
Ha sido internacional con la Selección de fútbol del Perú en el año 2009 en dos ocasiones, su debut con la selección absoluta fue en un partido de las Eliminatorias Sudáfrica 2010 contra Bolivia, el cual finalizó con el marcador a favor de Perú por 1-0. Fue convocado para un partido amistoso contra Honduras en la ciudad de Miami, el cual finalizó con el marcador a favor de Perú por 2:1.

## Clubes
| Equipo           | País | Temporada   |
| ---------------- | ---- | ----------- |
| Alianza Atlético | Perú | 2007 - 2009 |
| Sporting Cristal | Perú | 2010 - 2013 |
| UTC              | Perú | 2014        |
| Real Garcilaso   | Perú | 2015 - 2017 |
| Sport Huancayo   | Perú | 2018 - 2021 |
| Alianza Atlético | Perú | 2022        |
| Sport Boys       | Perú | 2023        |
| ADA              | Perú | 2024        |
| Comerciantes FC  | Perú | 2025 -      |

## Estadísticas
| Equipo                  | Div.                | Temporada           | Liga  | Liga  | Copas Nacionales | Copas Nacionales | Copas Internacionales | Copas Internacionales | Total | Total |
| Equipo                  | Div.                | Temporada           | Part. | Goles | Part.            | Goles            | Part.                 | Goles                 | Part. | Goles |
| Alianza Atlético · Perú | 1ª                  | 2007                | 1     | 0     | -                | -                | -                     | -                     | 1     | 0     |
| Alianza Atlético · Perú | 1ª                  | 2008                | 35    | 2     | -                | -                | -                     | -                     | 35    | 2     |
| Alianza Atlético · Perú | 1ª                  | 2009                | 39    | 7     | -                | -                | 4                     | 3                     | 43    | 10    |
| Alianza Atlético · Perú | Total 1ra etapa     | Total 1ra etapa     | 75    | 9     | -                | -                | 4                     | 3                     | 79    | 12    |
| Sporting Cristal · Perú | 1ª                  | 2010                | 29    | 2     | -                | -                | -                     | -                     | 29    | 2     |
| Sporting Cristal · Perú | 1ª                  | 2011                | 10    | 0     | -                | -                | -                     | -                     | 10    | 0     |
| Sporting Cristal · Perú | 1ª                  | 2012                | 27    | 2     | -                | -                | -                     | -                     | 27    | 2     |
| Sporting Cristal · Perú | 1ª                  | 2013                | 23    | 2     | -                | -                | 4                     | 0                     | 27    | 2     |
| Sporting Cristal · Perú | Total               | Total               | 89    | 6     | 0                | 0                | 4                     | 0                     | 93    | 6     |
| UTC · Perú              | 1ª                  | 2014                | 24    | 2     | 10               | 2                | 2                     | 0                     | 36    | 4     |
| UTC · Perú              | Total               | Total               | 24    | 2     | 10               | 2                | 2                     | 0                     | 36    | 4     |
| Real Garcilaso · Perú   | 1ª                  | 2015                | 34    | 3     | 10               | 0                | -                     | -                     | 44    | 3     |
| Real Garcilaso · Perú   | 1ª                  | 2016                | 35    | 8     | -                | -                | 4                     | 2                     | 39    | 10    |
| Real Garcilaso · Perú   | 1ª                  | 2017                | 36    | 8     | -                | -                | -                     | -                     | 36    | 8     |
| Real Garcilaso · Perú   | Total               | Total               | 105   | 19    | 10               | 0                | 4                     | 2                     | 119   | 21    |
| Sport Huancayo · Perú   | 1ª                  | 2018                | 38    | 8     | -                | -                | 2                     | 2                     | 40    | 10    |
| Sport Huancayo · Perú   | 1ª                  | 2019                | 27    | 3     | 8                | 2                | 1                     | 0                     | 36    | 5     |
| Sport Huancayo · Perú   | 1ª                  | 2020                | 20    | 6     | -                | -                | 5                     | 0                     | 25    | 6     |
| Sport Huancayo · Perú   | 1ª                  | 2021                | 11    | 0     | 1                | 0                | 6                     | 1                     | 18    | 1     |
| Sport Huancayo · Perú   | Total               | Total               | 94    | 17    | 9                | 2                | 14                    | 3                     | 119   | 22    |
| Alianza Atlético · Perú | 1ª                  | 2022                | 26    | 3     | -                | -                | -                     | -                     | 26    | 3     |
| Alianza Atlético · Perú | Total 2da etapa     | Total 2da etapa     | 26    | 3     | -                | -                | -                     | -                     | 26    | 3     |
| ADA de Jaén · Perú      | 2ª                  | 2024                | 10    | 2     | -                | -                | -                     | -                     | 10    | 2     |
| ADA de Jaén · Perú      | Total               | Total               | 10    | 2     | -                | -                | -                     | -                     | 10    | 2     |
| Total en su carrera     | Total en su carrera | Total en su carrera | 423   | 58    | 29               | 4                | 28                    | 8                     | 480   | 70    |

## Palmarés

### Campeonatos nacionales
| Título                    | Club             | País | Año  |
| ------------------------- | ---------------- | ---- | ---- |
| Primera División del Perú | Sporting Cristal | Perú | 2012 |

### Distinciones individuales
| Distinción                                                                                            | Año  |
| --- | ---- |
| Incluido en el equipo ideal del Campeonato Descentralizado según el portal periodístico DeChalaca.com | 2009 |
| Incluido en el equipo ideal del Campeonato Descentralizado según DeChalaca.com                        | 2017 |
| Incluido en el equipo ideal del Torneo Apertura de Perú según DeChalaca.com                           | 2018 |